# Nässom
Nässom, liten by i Bjärtrå socken i Kramfors kommun.
Byn fick sitt namn under medeltiden. Namnet är belagt som Neshime, av ett ord som betydde "gård (hem) på näset"[källa behövs].